# ГЕС Арденно
ГЕС Арденно (італ. Ardenno) — гідроелектростанція на півночі Італії, на річці Масіно (ліва притока Адди, яка через По відноситься до басейну Адріатичного моря), що розділяє гірські хребти Берніна на сході та Брегалья на заході.
Для роботи ГЕС річку перекрили греблею Праті-ді-Лотто, яка утримує 156 тис. м3 води та спрямовує її до дериваційного тунелю, прокладеного через гірський масив лівобережжя (згаданий вище хребет Берніна). Через 2,7 км від греблі розташований відкритий верхній балансуючий резервуар, від якого по схилу гори спускається в долину Адди напірний водовід довжиною понад 1 км.
Машинний зал обладнаний турбіною типу Пелтон потужністю 56,7 МВт, яка при напорі у 697 метрів забезпечує виробництво 178 млн кВт·год електроенергії на рік.